# 紀元前60年代
紀元前60年代（きげんぜんろくじゅうねんだい）は、西暦による紀元前69年から紀元前60年までの10年間を指す十年紀。

## できごと

### 紀元前64年
- シリア、ローマの属領となる。

### 紀元前60年
- ガイウス・ユリウス・カエサル、グナエウス・ポンペイウス、マルクス・リキニウス・クラッススとでの第一回三頭政治が始まる。（〜紀元前53年頃）

## 人物
- グナエウス・ポンペイウス:ローマの軍人（紀元前106年-紀元前48年）
- ミトリダテス6世:ポントス国王（紀元前132年-紀元前63年）
- ピリッポス2世:セレウコス朝の王
- ガイウス・アントニウス・ヒブリダ:プラエトル
- クレオパトラ7世